# Google Home
Google Home est une famille d'enceintes connectées associées à un assistant personnel intelligent fabriquée par l'entreprise américaine Google. Elles sont munies d'un haut-parleur et de 1 à 6 microphones selon le modèle, qui permettent aux appareils de réagir aux commandes vocales des utilisateurs. Il existe actuellement quatre modèles du Google Home : le Google Home « classique », le Google Home Mini, le Google Home Max et le Google Home Hub.

## Histoire
En mars 2016, des rapports indiquent que Google développe un haut-parleur intelligent sans fil pour concurrencer l'assistant Amazon Echo.
Google Home est annoncé à la conférence Google I/O en mai 2016.
La firme révèle également que le produit sera doté de sa nouvelle assistance vocale nommée Google Assistant, une évolution conversationnelle de l'actuel Google Now et destinée à être aussi intégrée dans d'autres produits annoncés lors de la conférence.
En juin 2016, Google confirme que Google Home utilisera une version optimisée du logiciel et du matériel de son lecteur de flux multimédia Chromecast, et inclura des fonctions de domotique permettant de contrôler des produits compatibles comme des thermostats,.
Le produit est disponible à la pré-commande dès le 4 octobre 2016.
Début 2017, une publicité de l'entreprise émise à la télévision lors du Super Bowl, déclenche de manière involontaire les appareils entendant la commande « Ok Google ».
En octobre, c'est le Google Home mini, une version aux fonctionnalités identiques mais dans un format bien plus contenu, qui s'ajoute à la gamme.
Début octobre 2018, le Google Home Hub, pourvu d'un écran tactile, s'ajoute lui aussi à la gamme des assistants vocaux de la marque.

## Fonctions

Logo du Google Assistant, l'assistant vocal du Google Home

Google Home peut diffuser de la musique en continu en provenance de Google Play Musique, Spotify, TuneIn, Pandora, iHeartRadio et Deezer.
L'appareil peut communiquer avec les objets connectés de marque Nest, SmartThings, Philips, Huawei ou encore IFTTT.
Il existe également des passerelles vers les systèmes domotique tel que KNX.
L'appareil enregistre en permanence les sons émis autour de lui pour ensuite s'activer et répondre aux requêtes orales.

## Controverses
Google a reconnu que les assistants Google, comme les assistants sur téléphone Android, enregistrent le contenu sonore en permanence, même sans qu'une commande d'activation ne soit prononcée.

### Enregistrement des conversations
En 2017, Google annonce un bogue qui permet l'enregistrement de conversations sans activation par le mot-clé « OK Google ».
En 2019 est publié un article de média belge qui prouve que l'assistant Google enregistre des conversations, et montre en particulier que sur 1 000 enregistrements, 153 ont été faits sans l'ordre d'activation « Ok Google ». Google affirme alors que seules 0,2 % des conversations sont enregistrées, dans le but d'améliorer le produit. Le chercheur spécialisé sur l'impact de la technologie sur la vie privée Michael Veale affirme que cet usage ne respecte pas le Règlement général sur la protection des données (RGPD), puisque ce dernier nécessite d'être clair sur l'usage qui est fait des données personnelles collectées, et que signaler cet usage aurait fait peur.

## Modèles
Il existe quatre modèles dans la famille Google Home. Le Google Home « classique » est une enceinte et un assistant vocal. Elle possède 2 micros. L'appareil a la forme d'un cylindre mesurant 143 millimètres de haut et 96 millimètres de diamètre.

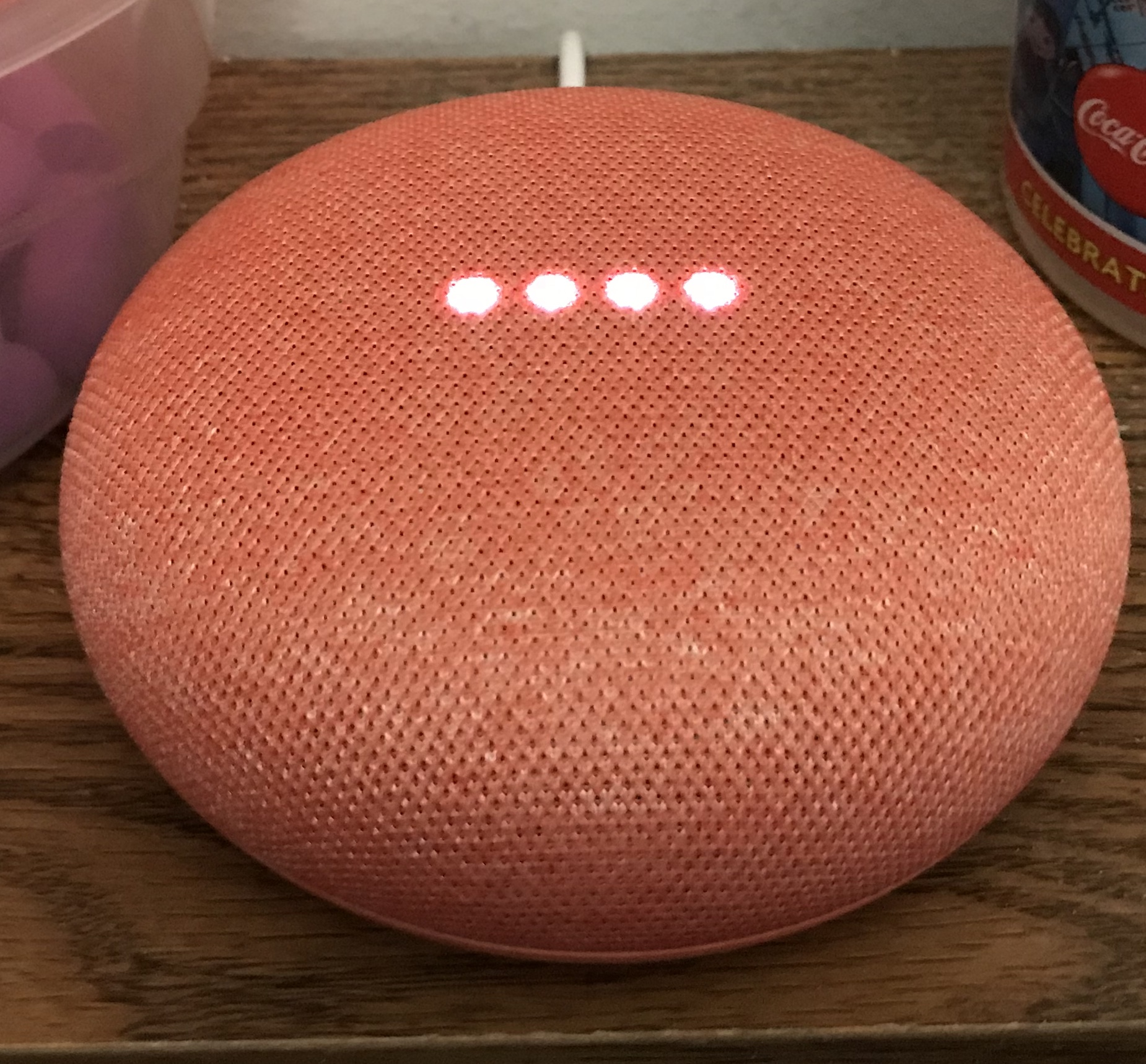
Google Home Mini

Le Google Home Mini à la forme d'un galet possédant les mêmes fonctionnalités que le Google Home. 
Le Google Home Max est une enceinte tout-en-un possédant 6 micros.
Le Google Home Hub est une enceinte possédant un écran tactile de 7 pouces et une compatibilité Bluetooth 5.
La dernière étant le Google Home Hub Max, comprenant un écran tactile de 10 pouces et un appareil photo.